# Flikken Rotterdam
Flikken Rotterdam is een Nederlandse politieserie. De serie speelt zich af in Rotterdam en was op 8 januari 2016 voor het eerst op televisie te zien.
Flikken Rotterdam ontleent zijn naam en opzet aan de VRT-serie Flikken die zich afspeelt in Gent en de spin-offserie Flikken Maastricht die zich afspeelt in Maastricht. Een team van politieagenten en rechercheurs met een officier van justitie als chef behandelt per aflevering van een klein uur enkele zaken. De politiemensen treden per paar op: de personages Dries van Weelden, Esther Wegereef (seizoen 1 tot seizoen 6), Stan Vroom, Lieve Jansons (seizoen 1 en 2), Noucha van Vliet (sinds seizoen 3) en Carolien Verbeek (sinds seizoen 6), politiemensen in burger, behandelen vaak levensgevaarlijke zaken waarin de spanning overheerst. Vaak blijken de verschillende zaken iets met elkaar te maken te hebben.

## Serie
In het voorjaar van 2015 werd bekendgemaakt dat er een spin-off zou komen van Flikken Maastricht, maar dat deze nieuwe politieserie zich zou gaan afspelen in een andere stad met andere personages. Op dat moment was de cast nog onbekend. Flikken Rotterdam is gemaakt door dezelfde regisseurs en scenarioschrijvers als Flikken Maastricht, een serie die zelf weer een spin-off is van het Vlaamse Flikken Gent. Schrijver en regisseur Victor Reinier zei na het eerste seizoen de twee Nederlandse series meer met elkaar verbonden te maken door middel van cross-overs van personages.
Vanaf 26 september 2017 was de serie in Vlaanderen te zien op televisiezender Eén. Sinds 2018 is er de 'Flikken Rotterdam Online Experience'. Op flikkenrotterdam.nl is een aparte verhaallijn te volgen, die personages bevat die in de serie worden behandeld. 
Door corona konden de opnames van seizoen 5 niet doorgaan in 2020. In het voorjaar van 2021 zijn de opnames gestart voor seizoen 5. In juni 2021 is bekendgemaakt dat seizoen 5 vanaf 27 augustus te zien is op tv. Uiteindelijk is dit een week uitgesteld, naar 3 september. Hoewel dit officieel niet bekend is gemaakt heeft Huub Stapel in een interview met Jack van Gelder gezegd dat Flikken Rotterdam nog een 6e en 7e seizoen zou krijgen (het 5e was toen nog in productie).
Op 8 augustus 2024 werd het 8e seizoen bevestigd.

## Rolverdeling

### Hoofdrollen
| Acteur                  | Rol                       | Functie               | Rang           | Seizoen(en)     |
| ----------------------- | ------------------------- | --------------------- | -------------- | --------------- |
| Mark van Eeuwen         | Dries van Weelden         | Rechercheur           | Hoofdagent     | S01E01 – heden  |
| Maartje van de Wetering | Esther Wegereef-Siebelink | Rechercheur           | Hoofdagent     | S01E01 – S6E02  |
| Huub Stapel             | Hein Berg                 | Officier van justitie | Leidinggevende | S01E01 – heden  |
| Cees Geel               | Stan Vroom                | Rechercheur           | Brigadier      | S01E01 – heden  |
| Maryam Hassouni         | Lieve Jansons             | Rechercheur           | Hoofdagent     | S01E02 – S02E10 |
| Ortál Vriend            | Noucha van Vliet          | Rechercheur           | Hoofdagent     | S03E01 – heden  |
| Anneke Sluiters         | Carolien Verbeek          | Rechercheur           | Hoofdagent     | S06E02 – heden  |

### Bijrollen
| Acteur                 | Personage                               | Functie                                       | Seizoen(en)                                                    |
| ---------------------- | --------------------------------------- | --------------------------------------------- | -------------------------------------------------------------- |
| Peter Paul Muller      | Ben Slachter                            | Corrupte rechercheur, infiltrant              | S01E01-S01E02, S01E10-S02E10                                   |
| Ergun Simsek           | Sehrat Kaymak                           | Inspecteur                                    | S01E01-S01E09                                                  |
| Richelle Plantinga     | Tess Berg                               | Dochter Hein Berg                             | S01E01-S01E10                                                  |
| Ruurt de Maesschalck   | Orlando Hooi                            | Corrupte Hoofdinspecteur                      | S02E04-S07E10                                                  |
| Martijn Oversteegen    | Richard Nieuwerbroek                    | Drugscrimineel                                | S01E02-S01E09                                                  |
| Tom de Ket             | Aldo Wellens                            | Corrupte staatssecretaris van Justitie        | S01E09-S02E01                                                  |
| Kees Boot              | Hunter Vaals                            | Drugshandelaar                                | S01E01-S01E10                                                  |
| Cynthia Abma           | Anneke van Dijk                         | Patholoog-anatoom                             | S01E06, S03E05, S04E06, S04E08, S05E06, S05E08, S06E07, S07E01 |
| Arend Brandligt        | Jort Wester                             | Witwasser                                     | S02E01-S02E10                                                  |
| Jack Wouterse          | Henry Houtman                           | Criminele seksondernemer                      | S02E01-S02E10                                                  |
| Roosmarijn Wind        | Kim Stahl                               | Stiefdochter Jort                             | S02E01-S02E10                                                  |
| Jim de Groot           | Manfred Kleine                          | Leider Hawkwinds Rotterdam                    | S02E03-S02E09                                                  |
| Bram Blankenstijn      | Jeffrey Boot                            | Seriemoordenaar                               | S02E02-S02E10                                                  |
| Florence Vos Weeda     | Sanne van Weelden                       | Nichtje Dries                                 | S02E02-S02E10, S07E03                                          |
| Michiel Bakker         | Jacco Wegereef                          | Man Esther                                    | S02E02-S02E10, S03E03, S04E02, S04E06-S04E09                   |
| Victor Löw             | Frits Nekke Egbert Nekke                | Projectontwikkelaar, crimineel Drugscrimineel | S03E01-S03E10                                                  |
| Yassine El Ouardi      | Omar Kassir                             | Drugsdealer, handlanger Egbert Nekke          | S3E01-S03E09                                                   |
| Joy Delima             | Charlie Oostzaan (S3) Robin Garcia (S4) | Undercoveragente Rechercheur                  | S03E01-S03E10 S04E01-S04E10                                    |
| Imanuelle Grives       | Saskia van Dijk                         | Minnares Stan, vriendin Frits Nekke           | S03E01-S03E06                                                  |
| Titus Tiel Groenestege | Theu                                    | Bewoner quarantaineterrein, stiefvader Maaike | S30E05-S03E10                                                  |
| Merle Hartveld         | Maaike Lejeune                          | Bewoonster quarantaineterrein, vriendin Omar  | S03E02-S03E10                                                  |
| Dragan Bakema          | Daniel Middendorp                       | Sekteleider, crimineel                        | S04E01, S04E06-S04E10                                          |
| Bart van den Donker    | Hajo Andriessen                         | Computerexpert                                | S04E07, S05E09-S05E10, S06E09-S06E10                           |
| Peter van Bokhorst     | Bob Oud                                 | AIVD'er                                       | S04E04-S04E08                                                  |
| Freerk Bos             | Peter Carr                              | Hacker                                        | S04E01, S04E06, S04E10                                         |
| Lourens van den Akker  | Travis                                  | Huurmoordenaar                                | S05E01-S05E02, S05E09-S05E10                                   |
| Hans Dagelet           | Michel Michaelis                        | Directeur testkliniek                         | S05E01-S05E02                                                  |
| Peter Drost            | Herman Dooieweerd                       | Directeur Sanroche                            | S05E01, S05E10                                                 |
| Hugo Koolschijn        | Bas Noordeloos                          | Medisch wetenschapper                         | S05E01, S05E10                                                 |
| Anne Lamsvelt          | Selma Duchamps                          | Advocate Sanroch                              | S05E01-S05E02, S05E10                                          |
| Denise Aznam           | Karin Chong                             | Officier van Justitie                         | S05E02, S05E09-S05E10                                          |
| Hans Kesting           | Albert van Ardenne                      | Chemicus                                      | S05E02, S05E09-S05E10, S07E02-S07E10                           |
| Porgy Franssen         | Procureur-Generaal Beckers              | Corrupte Procureur-Generaal                   | S05E09-S05E10                                                  |
| Miracle van de Ruit    | Koshi Muchumba                          | Uithaler                                      | S06E01-S06E10                                                  |
| Eric Soomer            | Harm de Bont                            | Uithaler                                      | S06E01-S06E10                                                  |
| Eelco Smits            | Paul Beijerland                         | TCI'er                                        | S06E01-S07E01                                                  |
| Edo Brunner            | Tonio Reuter                            | Baas Koshi                                    | S06E01-S06E05                                                  |
| Hanneke Drenth         | Corrie Visser                           | Zus Arjan, drugshandelaar                     | S06E03, S06E09                                                 |
| Paul R. Kooij          | Arjan Visser                            | Drugscrimineel                                | S06E04, S06E09-S06E10                                          |
| Harpert Michielsen     | Theun Zeilstra                          | Notaris, witwasser                            | S06E05-S06E08                                                  |
| Nina Deuss             | Roos Wildenboer                         | Corrupt gemeenteraadslid                      | S06E01, S06E05, S06E10                                         |
| Annabel van Casteren   | Hélène "Ziggy" Sterringa                | Uithaler                                      | S06E01-S06E04, S06E10                                          |
| Dries Vanhegen         | Bart Dewulf                             | Belgische drugshandelaar                      | S06E09-S06E10                                                  |
| Katrien van Beurden    | Beatrice Rozenkranz                     | Lid Panga Boïs                                | S07E01-S07E10                                                  |
| Bright Omansa Richards | Pastoor Jonas                           | Pastoor Nigeriaanse Kerk                      | S07E01-S07E09                                                  |
| Aus Greidanus          | Dr. Emanuel Biegel                      | Arts, Illegale Transplantatiechirurg          | S07E01                                                         |
| Bart Oomen             | Georg van Weelden                       | Vader Dries, Advocaat, Witteboordencrimineel  | S07E02                                                         |
| Fabienne Meershoek     | Gertie Vroom                            | Ex Vrouw Stan                                 | S07E02-S07E09                                                  |
| Margôt Ros             | Liesbeth Kraai                          | Vriendin Gertie, Communeleider                | S07E02-S07E09                                                  |
| Martijn van der Veen   | Igor Neznanski                          | Russische Oliegarch                           | S07E02                                                         |
| Wim van der Grijn      | Sandor Blik                             | CEO Blik Finance                              | S07E03                                                         |
| Linda Jacobsen         | Vera                                    | Getuige                                       | S07E05                                                         |
| Naomi van der Linden   | Hermine Monserrad                       | Infiltrant                                    | S07E02-S07E06                                                  |

### Gastrollen
| Acteur               | Personage                                 | Functie                                       | Aflevering     |
| -------------------- | ----------------------------------------- | --------------------------------------------- | -------------- |
| Steef de Bot         | Stef Bierman                              | Hooligan                                      | SE01E01        |
| Esther Scheldwacht   | Ineke Meesters                            | Therapeute tbs-kliniek                        | S01E02         |
| Reinout Bussemaker   | Willem van der Lek (S1) Henk Weidema (S6) | Verzekeringsagent Corrupte wethouder          | S01E05 S06E05  |
| Melody Klaver        | Ellen Boeien                              | Vrouw Bart, minnares Fred Beek                | S01E06-S01E07  |
| Justus van Dillen    | Bart Boeien                               | Bankier                                       | S01E06-S01E07  |
| Bart Slegers         | Hero Rademakers                           | Meubelhandelaar, drugscrimineel               | S01E08         |
| Victoria Koblenko    | Anxhela Berghiri                          | Albanese drugshandelaar                       | S01E08         |
| Dennis Rudge         | Jerrel Landvreugd                         | Vrachtwagenchauffeur                          | S01E08         |
| Fred Goessens        | Wibo Timofeeff                            | Transportdirecteur                            | S01E08         |
| Hylke van Sprundel   | Klaas Kerstens                            | Tuinder                                       | S01E09         |
| Bas Keijzer          | Vincent IJzerbeeke                        | Cambodja-veteraan                             | S01E10         |
| Truus te Selle       | Diana Leeghwater                          | Oma Mees                                      | S02E01         |
| Lykele Muus          | Sander Voskuil                            | Vader Mees, gokverslaafde                     | S02E01, S02E04 |
| Michiel de Jong      | Benno Ohnesorg                            | Zakenman                                      | S02E03         |
| Malou Gorter         | Joanna Horman                             | Criminele zakenvrouw                          | S02E04         |
| Matteo van der Grijn | Simeon Markus                             | Ex-Feyenoorder, overvaller                    | S02E04         |
| Gijs de Lange        | Kennard Davids                            | Man Mirjam                                    | S02E04         |
| Maarten Wansink      | Eddy Lomans                               | Heler                                         | S02E04, S03E06 |
| Bart Klever          | Wessel van Dijk                           | Slachtoffer overval                           | S02E04         |
| Jord Knotter         | Erwin Goossens                            | Overvaller                                    | S02E04         |
| Mike Reus            | Stijn Beulermans (S2) Roland Bouwman (S5) | Advocaat Hoogleraar, minnaar Suze van der Pol | S02E05 S05E05  |
| Harry van Rijthoven  | Alex Kaal                                 | Chirurg                                       | S02E06         |
| Theo Pont            | Harm Hogervoorst                          | Overvallen juwelier                           | S02E07         |
| Harriët Stroet       | Leonie Hogervoorst                        | Vrouw Harm                                    | S02E07         |

## Muziek
De muziek van Flikken Rotterdam is geschreven en uitgevoerd door Fons Merkies en Laurens Goedhart. Een compilatie van muziek uit de serie is op 1 augustus 2017 op iTunes geplaatst. Er is nog meer muziek in de serie te horen, maar dat zijn nummers van andere bands of artiesten en deze staan niet op de soundtrack.
Soundtracklijst:
- 1 Flikken Rotterdam main
- 2 Indringer
- 3 Als je dit ziet ben ik dood
- 4 Op het bureau
- 5 Gegijzeld
- 6 Inval
- 7 In de broodjeszaak
- 8 Gevecht
- 9 Volgen
- 10 Rotterdam bij nacht
- 11 De dochter van Berg
- 12 Verhoor
- 13 Een dolle hond
- 14 Op je knieën
- 15 In actie
- 16 Het is Slagter
- 17 Dubbele espresso
- 18 Het AT is er niet
- 19 Van alle markten thuis
- 20 Verdachte ingerekend
- 21 Flikken Rotterdam cues

Aan het eind van elk seizoen wordt er in de overviews verschillende muziek ten gehore gebracht:
- Seizoen 1 (2016): Good Times Bad Times - Led Zeppelin
- Seizoen 2 (2017): Figure It out - Royal Blood
- Seizoen 3 (2018): This Strange Effect - Hooverphonic
- Seizoen 4 (2019): Big Log - Robert Plant
- Seizoen 5 (2021): Hands of time - Groove Armada
- Seizoen 6 (2022): She Drives Me Crazy - Fine Young Cannibals
- Seizoen 7 (2023): The First Cut Is The Deepest - Sheryl Crow

## Varia
- Bijna 1,7 miljoen mensen keken naar de eerste aflevering van Flikken Rotterdam, aldus Stichting Kijkonderzoek.
- Gedurende het eerste seizoen keken er gemiddeld bijna 1,5 miljoen mensen naar iedere aflevering.
- Ortál Vriend speelde eerder een gastrol in de Flikken Maastricht-aflevering "Retraitre" (seizoen 11, aflevering 3).
- Huub Stapel speelde eerder een gastrol in de Flikken Maastricht-aflevering "Kogelvis" (seizoen 1, aflevering 4).
- Cees Geel speelde eerder een gastrol in de Flikken Maastricht-aflevering "Stappen" (seizoen 10, aflevering 5).
- Maryam Hassouni speelde eerder een gastrol in de Flikken Maastricht-aflevering "Schuld" (seizoen 5, aflevering 10).
- Een aantal afleveringen en verhaallijnen zijn gebaseerd op waarheidsgetrouwe zaken, waaronder: Verhaallijn S1 (Teevendeal), S1A5 (Kunstroof Kunsthal Rotterdam), S3A2 (Verblijf Julian Assange op het Consulaat van Ecuador te Londen) en S5A6 (Moord op Derk Wiersum)